# Łąkie (jezioro)
Łąkie – wytopiskowe jezioro lobeliowe położone w województwie kujawsko-pomorskim, w powiecie włocławskim, w gminie Włocławek, na południowym wschodzie od Włocławka, niedaleko Domków Ogrodniczych „Rybnica”. Na południowym wschodzie jezioro łączy się wąskim ciekiem z Jeziorem Radyszyn.
Powierzchnia 5,8 ha, maksymalna głębokość 6,0 m
Dno piaszczysto-bagnowe. Łąkie kwalifikuje się do II klasy czystości wody (rok badania 2004).
Jezioro Łąkie jest w formie ochrony Gostynińsko-Włocławskiego Parku Krajobrazowego.
- Właściciel obecny: Barbara Kawecka (100% własności).
- Były właściciel: Zakłady Celulozowo-Papiernicze im. Juliana Marchlewskiego we Włocławku[1].